# حباك الغريب
حباك الغريب (الاسم العلمي: Ploceus alienus) نوع من الطيور الصغيرة من فصيلة الحباك، متوطن في بوروندي، جمهورية الكونغو الديمقراطية، رواندا وأوغندا.